# Agrumatue
Der Agrumatue ist ein rechter Nebenfluss des Weißen Volta in Burkina Faso und der Upper East Region in Ghana.

## Verlauf
Der Fluss hat seine Quellen in der Region Centre-Sud. Er verläuft in südliche Richtung zwischen den beiden Städten Bolgatanga und Zuarungu und bildet die Grenze zwischen dem Bolgatanga Municipal District und dem Bolgatanga East District. Der Fluss wird von der N11 überquert. Der Agrumatue mündet schließlich in den Weißen Volta.

## Wasserführung
Während der Trockenzeit führt der Fluss kein Wasser. Bei Bolgatanga wird er jedoch aufgestaut, um Landwirtschaft am Ufer des Flusses zu ermöglichen.

## Abgrenzung
Ja nach Quelle wird der Atamore oder der Agrumatue als Hauptfluss genannt, der in den Weißen Volta mündet, Beziehungsweise die Flüsse zueinander vertauscht.